# Șepreuș, Arad
Șepreuș (în maghiară: Seprős, în germană: Besendorf) este satul de reședință al comunei cu același nume din județul Arad, Crișana, România.

## Demografie
Populația totală a localității număra 2488 de locuitori în anul 2011.
Numărul locuințelor recensate în 2011 sunt 1034.
În 2007 populația totală a localității număra 2610 de locuitori.
Populatie Șepreuș 1880-2002 
| An   | Total | Români | Maghiari | Germani | Alte Nationalitati | Evrei | Rromi | Ucraineni | Sârbi | Slovaci |
| ---- | ----- | ------ | -------- | ------- | ------------------ | ----- | ----- | --------- | ----- | ------- |
| 1880 | 3864  | 3265   | 349      | 17      | 127+106            | .     | .     | .         | .     | .       |
| 1890 | 4163  | 3492   | 563      | 38      | 70                 | .     | [153] | .         | 1     | 1       |
| 1900 | 4238  | 3452   | 533      | 37      | 216                | .     | .     | .         | 2     | 4       |
| 1910 | 4690  | 4074   | 479      | 51      | 86                 | .     | .     | .         | .     | .       |
| 1920 | 4201  | 4074   | 115      | 1       | 11                 | 11    | .     | .         | .     | .       |
| 1930 | 4046  | 3730   | 116      | 22      | 178                | 4     | 171   | .         | .     | 1       |
| 1941 | 3712  | 3465   | 84       | 36      | 127                | .     | .     | .         | .     | .       |
| 1956 | 4008  | 3949   | 44       | 15      | .                  | .     | .     | .         | .     | .       |
| 1966 | 3534  | 3494   | 31       | 8       | 1                  | .     | .     | .         | .     | .       |
| 1977 | 3042  | 2779   | 11       | 12      | 240                | .     | 235   | .         | .     | 5       |
| 1992 | 2759  | 2529   | 4        | 3       | 223                | .     | 220   | 1         | .     | 2       |
| 2002 | 2472  | 2242   | 18       | 1       | 211                | .     | 210   | .         | .     | .       |

## Istoric

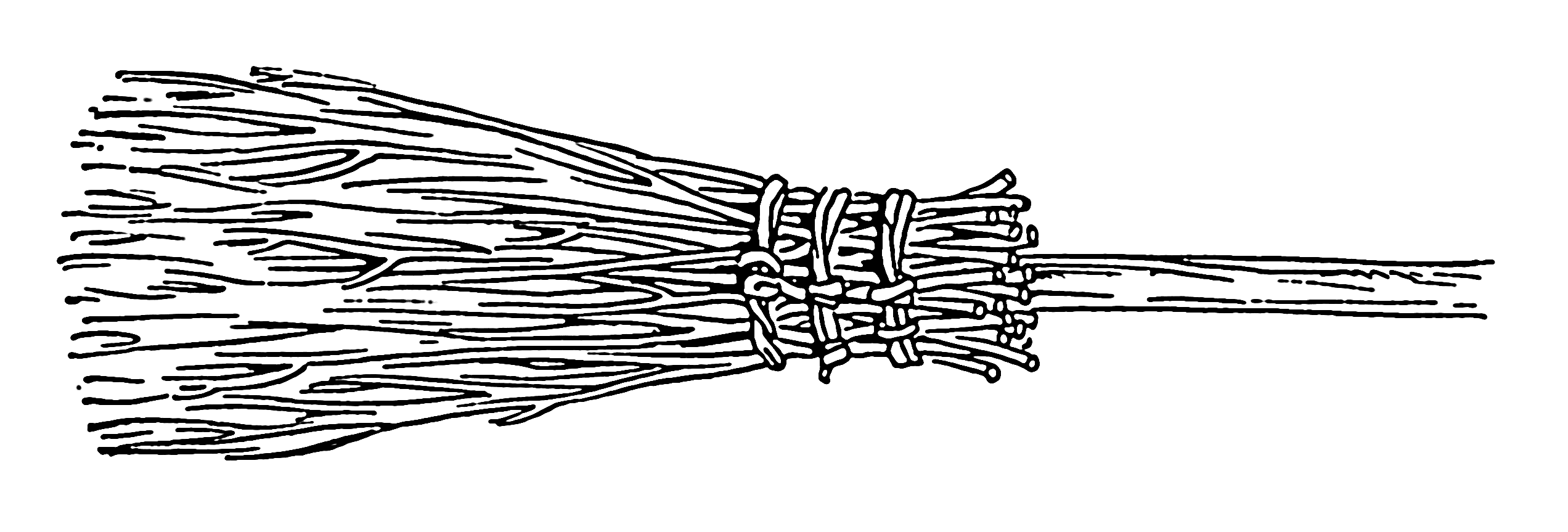
Mătura de nuiele

Șepreușul apare frecvent în unele documente din secolele XIV – XVI, cu ocazia unor dispute între familiile maghiare nobiliare Bethlen și Neczply, prima atestare documentară din 1364 prezintă așezarea sub denumirea de “Șeproș”- după legenda populară numele comunei Șepreuș provine de la cuvântul maghiar Sepros, Seprosok, Seprukoto care înseamnă “confecționări de mături”, denumire ce pare a fi adevărată, deoarece în trecut hotarul comunei Șepreuș era dominat de existența unei păduri întinse de răchită (nuiele), din care se pare că locuitorii confecționau mături de nuiele, pe care le comercializau în satele învecinate.
Între anii 1556 – 1595,  localitatea Șepreuș, împreună cu tot comitatul Zărandului, cad în mâinile turcilor, perioadă în care se pare că localitatea Șepreuș se bucură de o oarecare prosperitate.
În cursul evului mediu, Șepreuș se numără printre cele mai populate așezări, după cum reiese din diferite documente ca “Actul de donație a împăratului Romano-german Carol al VI-lea, în favoarea ducelui Rinaldo de Modena” din anul 1632, la acea dată satul fiind descris ca făcând parte din comitatul Zărandului

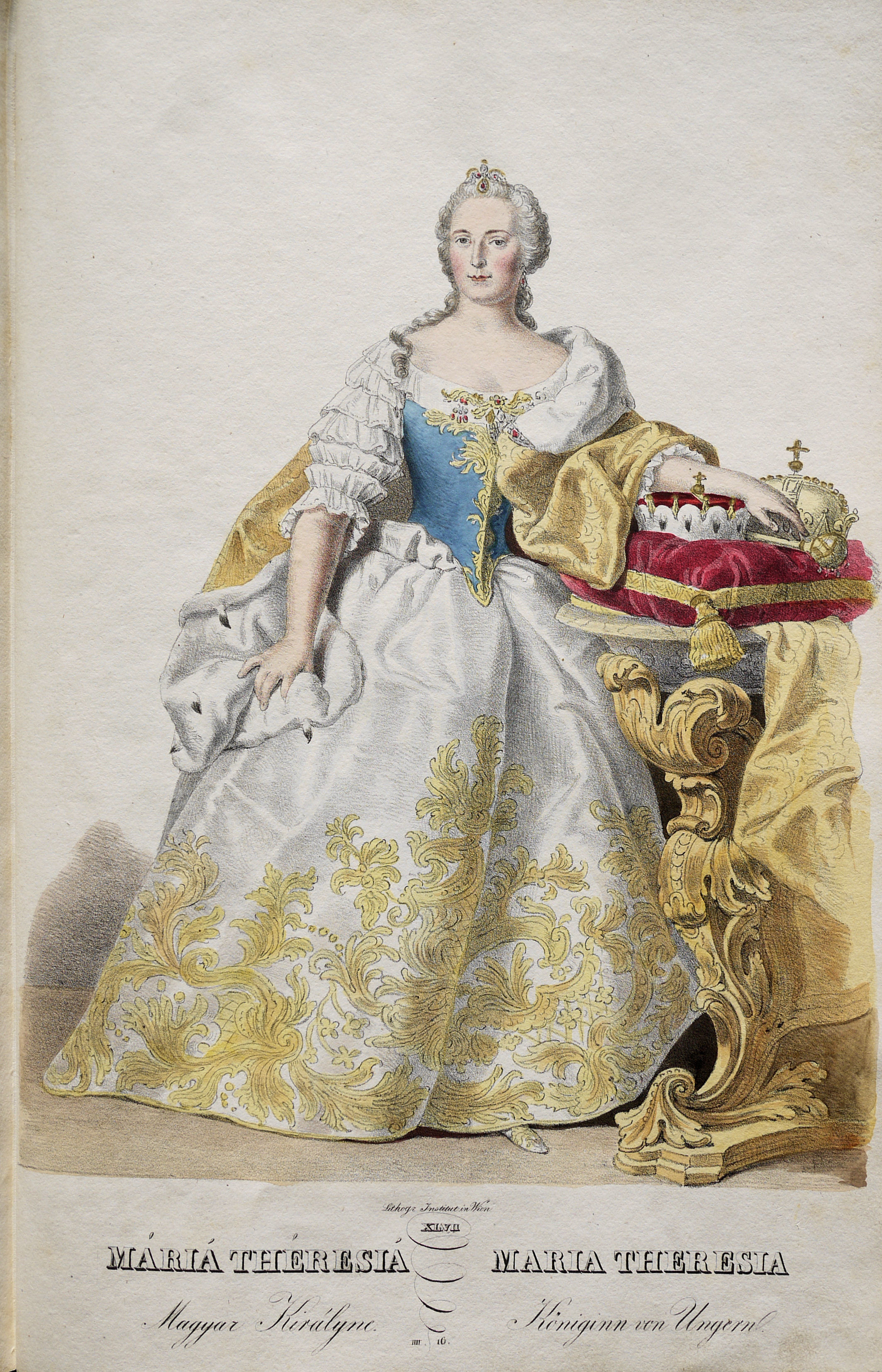
Maria Tereza

Spre mijlocul sec.al XVIII-lea, mai exact în anul 1726, localitatea intră sub stăpânirea habsburgică, fiind considerate teritorii cucerite, fără stăpân, au fost trecute în stăpânirea erariului (fiscului). Sub stăpânirea împărătesei Maria Tereza, mai exact în anul 1771/1772  apar primele date demografice, precum și suprafețele de pământ cultivate, care arătau că populația comunei Șepreuș se prezenta astfel:
-         iobagi - 160 de familii;
-         jeleri cu casă – 9 ;
-         jeleri fără casă – 1;
Tot la acest recensământ este specificată suprafața de teren folosită, ea fiind în jurul a 2572 de iugăre mici (aproximativ 40 de arii),din care:
- 176 de iugăre în intravilan;
- 955 de iugăre arături;
- 1230 de iugăre Fanețe.
Această suprafață care era în posesia populației reprezenta doar 1/7 din hotarul de 19000 de iugăre al comunei Șepreuș, restul fiind alodiale, fiind proprietatea erariului.
În anul 1774, la inițiativa Mariei Tereza, s-a hotărât reglementarea urbarială – în speță s-a efectuat o împărțire a pământurilor după calitatea lor, stabilindu-se 4 categorii, pământurile din Șepreuș au fost declarate de categoria a II-a.

### Secolul al XIX-lea
În anul 1821 comuna Șepreuș a intrat în stăpânirea deplină a fraților Czaran (Antal,  Janoș, Istvan și Kristof), în schimbul unei sume de 100.000 de florini.Cu această ocazie se face o nouă reglementare de hotar. Din suprafața de 19.000 de iugăre o suprafață de 2028 iug.reprezentand sesiile iobăgești, au fost repartizate în felul următor:
-         terenuri arabile 1.378 iug.
-         Fanețe 200 iug.
-         Pășuni 450 iug.
În anul 1848 suprafața pământurilor țărănești era de 1306 iug., în anul 1898 ajungând la 2147 iug.+ 350 iug.pășune comunală.

### Secolul al XXI-lea
In 2009 presedintele Traian Basescu participa la slujba de sfintire a amplasamentului pe care s-a ridicat monumentul martirilor rebeliunii anticomuniste din 1949.

## Economia
Economia este axată pe agricultură, în special pe culturile de grâu, porumb, floarea soarelui, orz, sfeclă de zahăr,
legume, plante uleioase, nutreț și plante tehnice.
Alte activitati principale sunt :
- Comerț
- Industrie
- Prestări servicii
- Apicultură
- Legumicultură
- Zootehnie
- Croitorie
- Confecționat încălțăminte sistem Lohn
- Mase plastice[7]

## Turism
Din punct de vedere turistic, Șepreușul este cunoscut pentru castelul datat din secolul al XIX-lea, construcție ce se impune în teritoriu prin arhitectura sa.
Obiective turistice :
- Monumente
- Troița din fața Primăriei a fost ridicată în anul 1998 spre cinstirea eroilor căzuți în cele 2 războaie mondiale, ale caror nume sunt inscripționate pe cele 4 fresce
- Bustul lui Mihai Veliciu în fața Primăriei, născut în comuna Șepreuș
- Troița în memoria celor împușcați la rebeliunea din anul 1949[7]

## Evenimente locale
- Zilele localității - la sfârșitul lunii august a anului, până în prezent au avut loc 4 ediții

- Târguri:
  - Târg de primăvară - luna mai
  - Târg de toamnă - luna septembrie[7]

## Biserici
Biserica Ortodoxă Șepreuș
La mijlocul secolului al XVIII- lea este menționată aici o veche biserică de lemn cu hramul "Sfinții Arhangheli". După sistematizarea satului pe vatra actuală, vechea biserica de lemn  este înlocuită în 1780 cu alta tot din lemn. În 1859 a fost construită actuala biserică din piatră și cărămidă, care are hramul "Bunavestire" 
Biserica Baptistă Șepreuș
A fost înființată în anul 1900
Biserica Adventistă de ziua a saptea Șepreuș
Biserica Adventistă de ziua a șaptea își are inceputurile în comuna Șepreuș în secolul trecut, în anul 1907. Religia adventistă a fost dusă în comuna Șepreuș de către misionarii Germani.
Biserica Penticostală Șepreuș

## Personalități
- Marius Sturza (1876-1954), medic.
- Ersilia Sturza (1853-1937), preoteasa.
- Mihai Veliciu (1846-1921), memorandist.
- Czaran Gyula(1847-1906), specialist in turism [9]
- Petru Incicău (1887 - 1943), deputat în Marea Adunare Națională de la Alba Iulia 1918
- Romul Veliciu (1881 - 1920), delegat în Marea Adunare Națională de la Alba Iulia 1918